# 미국의 이라크 철수 (2007년~2011년)
미국의 이라크 철수는 2007년 12월 25일부터 2011년 12월 18일까지 미군이 이라크에서 전면 철수한 사건을 가리킨다. 2007년 이라크 병력 증파가 끝난 이후, 미군은 단계적으로 이라크에서 철수했으며 2011년 12월 이라크에서 마지막 미군 부대가 철수한 이후 이라크 전쟁도 끝나게 되었다. 미군이 이라크에서 철수하기 직전인 2007년 11월, 이라크에 주둔하던 미군은 총 170,300명이었다.
이라크에서 미군을 철수하겠다는 논란은 2000년대 내내 지속되었다. 2003년 이라크 침공 이후 미국의 이라크 점령은 약 10년 동안 이어졌고, 이라크 전쟁에 대한 미국 내 여론은 미군 철수로 이어졌다. 2007년 조사에 따르면 미국 국민의 55%가 이라크 전쟁이 실수라고 믿었으며, 51%의 유권자가 미군 철수를 지지했다. 2007년 4월 말 미국 의회는 미군 철수를 위한 상한선을 제공하는 법안을 통과시켰지만, 당시 미국 대통령이었던 조지 W. 부시는 철수 상한선을 마련하는 것에 우려를 표하며 해당 법안을 거부했다. 부시 행정부는 이후 이라크 정부와 합의를 도출해 2008년 미국-이라크 군 지위 합의에 서명했다. 이 합의에는 2011년 12월 31일까지 "모든 이라크 영토에서 미군이 철수한다"는 조항을 담고 있었다. 이 합의에 따라 미군은 2011년 12월 18일까지 모든 부대를 철수시켰다.

## 같이 보기
- 파리 평화 협정